# 4 A.M.
A 4 A.M. a német Scooter együttes 2012-ben megjelent kislemeze, az első a "Music For A Big Night Out" című nagylemezükről. Ez az első Scooter-kislemez, amelyből (vélhetően a sietős megjelenés miatt) nem készült CD-változat. A dal Beverley Craven "Promise Me" című dalának szövegéből tartalmaz részletet, illetve az alapdallam Otto Knows "Million Voices" című számából származik.
Hangzását tekintve ismét egy kitérőt tett a zenekar a progresszív house felé, mely próbálkozás valamelyest elfogadottabb volt a rajongók körében. Bár nagy reményeket fűztek a dalhoz, nem értek el vele átütő sikereket, egyedül Oroszországban lett sláger, ahol a TOP10-be is bekerült. Hosszú idő után először ez volt az első Scooter-kislemez, amit napi rendszerességgel játszottak a rádiók is.

## Története
A "The Big Mash Up" lemezt a rajongók vegyes érzelmekkel fogadták, és maga a Scooter is kudarcként kezdte el kezelni, amit az is bizonyított, hogy már a lemezbemutató turné alatt elkezdtek kikopni a repertoárból az album dalai. Körülbelül fél évvel az "It’s A Biz" kiadását követően Michael Simon megosztotta a Facebook-oldalán a közönséggel, hogy egy új kislemez fog megjelenni, legkésőbb szeptember végéig. Ezen túlmenően azonban semmilyen konkrétumot nem árult el. Pár nappal a közlemény után megtörtént a hivatalos bejelentés is, méghozzá elég váratlan határidővel: a szerdai hírt pénteki megjelenés követte. Ennek feltehetőleg promóciós okai voltak: mivel H.P. Baxxter a német X-Faktor zsűritagja is volt akkoriban, tulajdonképpen reklámot csináltak maguknak az első élő show alatt. A sietős bejelentés kapkodást eredményezett: addig szokatlan módon a videóklip csak több mint három héttel a kiadás után jelent meg.

## Számok listája

### Eredeti kiadás
1. 4 A.M. (Radio Edit) - 03:17
2. 4 A.M. (Club Extended) - 05:31

### Picco Remix
2012 október 30-án megjelent külön kiadványként a "Picco Remix".
1. 4 A.M. (Picco Remix) (3:59)
2. 4 A.M. (Picco Edit) (5:29)

### Brit kiadás
2013. január 20-án megjelent a kislemez brit változata is, amely az alap kislemez és a "Picco Remix" számai mellett tartalmazott egy "Clubstar Remix"-et is, melyet a "Music for a Big Night Out" iTunes-előrendelői ajándékként már megkaphattak korábban.

## Más változatok
A "Clubstar Remix" felkerült a "Clubland 22" című válogatáslemezre.
Olga Scheps zongoraművész a 2017-ben megjelent "100% Scooter - 25 Years Wild & Wicked" című kiadványra elkészítette a dal zongorára átírt változatát.

## Közreműködtek
- H.P. Baxxter (szöveg)
- Rick J. Jordan, Michael Simon (zene)
- Jens Thele (menedzser)
- Beverley Craven (eredeti szerző)
- Jaye Marshall (női vokál)
- Martin Weiland (borítóterv)

## Videoklip
A videóklip Berlinben játszódik, és ott is lett felvéve. Története egyszerű: az éppen teázó H.P., a futópadon edző Michael, és a számítógépén bütykölő Rick elindulnak egy partiba hajnali négy órakor, útközben pedig találkoznak egy csapat fiatallal, akivel aztán hatalmasat buliznak.